# Bonus malus
Il bonus malus (o bonus-malus) è il sistema in base al quale viene calcolato il premio annuale della maggior parte delle polizze assicurative di responsabilità civile per autoveicoli, motocicli e ciclomotori circolanti in Italia, come previsto dal Codice delle assicurazioni private.
Il meccanismo prevede che al contraente venga assegnata annualmente una «classe di merito» che dipende soprattutto dal numero degli incidenti con attribuzione della colpa registrati durante il precedente periodo di validità della polizza. La classe di merito è espressa da un numero che varia da 1 a 18: nella 1 rientrano gli assicurati più virtuosi (che pagano un premio minore), nella 18 quelli con sinistrosità più elevata (che versano una tariffa più onerosa). La classe d'ingresso, alla prima stipula del contratto, è la 14, a cui corrisponde la tariffa assicurativa base.
La formula del bonus malus prevede che il contraente, al rinnovo annuale della polizza, sia premiato con un bonus o penalizzato con un malus: il bonus consiste nell'assegnazione di una classe di merito inferiore a quella di provenienza e in uno sconto sul premio, qualora l'assicurato non abbia causato alcun sinistro; viceversa, il malus comporta l'attribuzione di almeno due classi superiori, nel caso in cui l'assicurato sia stato responsabile di almeno un incidente. Il sistema del bonus malus è quindi costruito per essere particolarmente incentivante nei confronti degli stili di guida più sicuri e prudenti.
L'assicurazione ha la facoltà di offrire all'assicurato la possibilità di rimborsarle l'importo versato per un sinistro. In tal caso, l'assicurato otterrà la cancellazione del sinistro dall'attestato di rischio e un incremento di due classi nella sua classe di merito. Questa operazione risulta vantaggiosa qualora l'aumento del premio assicurativo da corrispondere sia superiore all'importo che l'assicurazione ha liquidato per il sinistro. 
Le polizze possono includere una franchigia di alcune centinaia di euro, al di sotto della quale l'assicurato è tenuto a effettuare il pagamento direttamente alla parte danneggiata. Questo accade quando l'incremento del premio assicurativo risulta superiore all'importo del risarcimento dovuto per il sinistro. 

## Etimologia e significato
Bonus malus è espressione pseudo-latina, di coniazione moderna. In latino bonus e malus sono aggettivi maschili, e significano rispettivamente "buono, vantaggioso" e "cattivo, sfavorevole, dannoso"; pertanto l'espressione letteralmente sarebbe da tradurre "buono/cattivo", "vantaggioso/sfavorevole". In realtà il significato di bonus malus deriva dal fatto che in italiano l'aggettivo latino bonus è stato sostantivato, in vari ambiti d'uso, con il significato di «abbuono, riduzione, sconto, agevolazione, premio, beneficio»; conseguentemente, è stato sostantivato anche malus, con il significato opposto di «penalità, indennità, aumento». Pertanto l'espressione va piuttosto intesa nel significato di «abbuono Vs penalità».